# Премія БАФТА за найкращий британський фільм

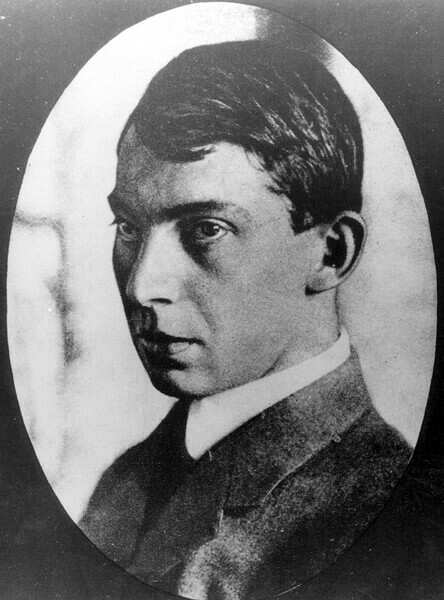
Александр Корда, на честь якого нагорода називалася у 1993—2009 роках

Премія БАФТА за найкращий британський фільм — щорічна нагорода, яку вручає Британська академія телебачення та кіномистецтва з 1949 року за досягнення у кінематографі. У цій статті наведено перелік усіх фільмів, що будь-коли вигравали цю нагороду.
Премію БАФТА за найкращий фільм вручали із найпершої церемонії нагородження у 1949 році (тоді нагороджувалися фільми, що вийшли 1947 року). Премію припинили вручати у на 21 церемонії у 1968 році, проте повернули її на 46 церемонії вручення у 1993 році. Після відновлення вона мала назву «Премія Олександра Корди за найкращий британський фільм». Починаючи з 63 церемонії вручення (у 2010 році) нагорода має назву «Премія БАФТА за видатний британський фільм».
До 1981 року нагороду вручали тільки режисерові. У 1981—1985 роках її вручали тільки продюсерові, а з 1986 року нагороду отримують і режисер, і продюсер.
- Нумерація категорій йде від 1948 року — часу заснування перших номінацій премії BAFTA.
- Переможці розміщені нагорі графи, що відповідає року, і додатково виділені.

## 1940-ві
| Фільм               | Режисер                         | Продюсер                        |
| ------------------- | ------------------------------- | ------------------------------- |
| 1949 1-ша церемонія |                                 |                                 |
| Чужий серед своїх   | Керол Рід                       | Керол Рід                       |
| 1949 2-га церемонія |                                 |                                 |
| Повалений ідол      | Керол Рід                       | Керол Рід                       |
| Гамлет              | Лоуренс Олів'є                  | Лоуренс Олів'є                  |
| Олівер Твіст        | Девід Лін                       | Рональд Нім                     |
| Веселий Бродяга     | Джек Лі                         | Єн Далримпл                     |
| Червоні черевички   | Майкл Пауелл Емерик Прессбургер | Майкл Пауелл Емерик Прессбургер |
| Скотт в Антарктиді  | Чарльз Френд                    | Майкл Белкон                    |
| В один кінець       | Ферґус МакДонел                 | Ентоні Гейвлок-Ален             |

## 1950-ті
| Фільм                            | Режисер                         | Продюсер                        |
| -------------------------------- | ------------------------------- | ------------------------------- |
| 1950 3-тя церемонія              |                                 |                                 |
| Третя людина                     | Керол Рід                       | Керол Рід                       |
| Добрі серця та корони            | Роберт Гамер                    | Майкл Белкон                    |
| Паспорт до Пімліко               | Генрі Корнеліус                 | Майкл Белкон                    |
| Пікова дама                      | Торольд Дікінсон                | Анатолій Ґрюнвальд              |
| За ваші гроші                    | Чарльз Френд                    | Майкл Белкон                    |
| Маленька чорна кімната           | Майкл Пауелл Емерик Прессбургер | Майкл Пауелл Емерик Прессбургер |
| Віскі по вінця                   | Александер Маккендрик           | Майкл Белкон                    |
| 1951 4-та церемонія              |                                 |                                 |
| Синя лампа                       | Безіл Дерден                    | Майкл Белкон                    |
| Шанс усього життя                | Бернард Майлс                   | Бернард Майлс                   |
| Останнє плавання                 | Рой Бейкер                      | Джей Льюїс                      |
| Сім днів до полудня              | Джон Болтінг Рой Болтінг        | Джон Болтінг Рой Болтінг        |
| Державна таємниця                | Сідні Ґілліат                   | Сідні Ґілліат Френк Лондер      |
| Дерев'яний кінь                  | Джек Лі                         | Єн Далримпл                     |
| 1952 5-та церемонія              |                                 |                                 |
| Банда з Лавандер Гілл            | Чарльз Крічтон                  | Майкл Белкон                    |
| Версія Браунінга                 | Ентоні Асквіт                   | Тедді Бейрд                     |
| Чарівна коробка (1951)           | Джон Болтінг                    | Рональд Нім                     |
| Чарівний сад                     |                                 |                                 |
| Чоловік у білому костюмі         | Александер Маккендрик           | Майкл Белкон                    |
| Не місце для відпочинку          | Пол Рота                        | Колін Леслі                     |
| Маленьке диво                    | Моріс Клоше Ральф Смарт         | Ентоні Гейвлок-Аллан            |
| Білі коридори                    | Пет Джексон                     | Джон Кройдон Джозеф Джанні      |
| 1953 6-та церемонія              |                                 |                                 |
| Звуковий бар'єр                  | Девід Лін                       | Девід Лін                       |
| І де твої янголи зараз?          | Джордж Мор О'Феррал             | Джон Ґоссейдж Дерек Твіст       |
| Плач, улюблена країно            | Золтан Корда                    | Золтан Корда Алан Патон         |
| Менді                            | Александер Маккендрик Фред Сірс | Майкл Белкон Леслі Норман       |
| Вигнані з острова                | Керол Рід                       | Керол Рід                       |
| Річка                            | Жан Реунар                      | Кеннет МакЕлдауні Жан Ренуар    |
| 1954 7-ма церемонія              |                                 |                                 |
| Женев'єва                        | Генрі Корнеліус                 | Генрі Корнеліус                 |
| Жорстоке море                    | Чарльз Френд                    | Леслі Норман                    |
| Суть справи                      | Джордж О'Ферралл                | Єн Далримпл                     |
| Малі викрадачі                   | Філіпп Лікок                    | Сергій Нолбандов Леслі Паркин   |
| Мулен Руж                        | Джон Г'юстон                    | Брати Вульф                     |
| 1955 8-ма церемонія              |                                 |                                 |
| Вибір Гобсона                    | Девід Лін                       | Девід Лін                       |
| Керрінґтон                       | Ентоні Асквіт                   | Тедді Берд                      |
| Розділене серце                  | Чарльз Крічтон                  | Майкл Труман                    |
| Лікар у домі                     | Ральф Томас                     | Бетті Бокс                      |
| На краще, на гірше               | Джей Лі Томпсон                 | Кеннет Гарпер                   |
| Меггі                            | Александер Маккендрик           | Майкл Труман                    |
| Пурпуровий літак                 | Роберт Перріш                   | Джон Браян                      |
| Ромео і Джульєтта                | Ренато Кастеллані               | Сандро Ґензі Джозеф Джанні      |
| 1956 9-та церемонія              |                                 |                                 |
| Річард III                       | Лоуренс Олів'є                  | Лоуренс Олів'є                  |
| Колдітц                          | Гай Гамільтон                   | Іван Фоксвел                    |
| Руйнівники гребель               | Майкл Андерсон                  |                                 |
| Вколошкати стареньку             | Александер Маккендрик           | Сет Голт Майкл Балкон           |
| Рейс мого життя                  | Леслі Норма                     | Майкл Балкон                    |
| В'язень                          | Пітер Ґленвіл                   | Вівіан Кокс                     |
| Сімба                            | Браян Герст                     | Пітер де Саріньї                |
| 1957 10-та церемонія             |                                 |                                 |
| Досягнути небес                  | Гілберт Льюїс                   | Деніел Енджел                   |
| Битва біля Ла-Плати              | Майкл Пауелл Емерик Прессбургер | Майкл Пауелл Емерик Прессбургер |
| Людина, якої не було             | Рональд нім                     | Андре Хакім                     |
| Моє життя починається в Малайзії | Джек Лі                         | Джозеф Джанні                   |
| Дорога в ніч                     | Джей Лі Томпсон                 | Кеннет Гарпер                   |
| 1958 11-та церемонія             |                                 |                                 |
| Міст через річку Квай            | Девід Лін                       | Сем Шпігель                     |
| Принц і танцівниця               | Лоуренс Олів'є                  | Лоуренс Олів'є                  |
| Ширалі                           | Леслі Норман                    | Майкл Балкон Джек Рікс          |
| Шлях Віндома                     | Рональд Нім                     | Джон Браян                      |
| 1959 12-та церемонія             |                                 |                                 |
| Кімната нагорі                   | Джек Клейтон                    | Брати Вульф                     |
| Мороз в Александрії              | Джей Лі Томпсон                 | В.А. Віттакер                   |
| Нескромне                        | Стенлі Донен                    | Стенлі Донен                    |
| Наказано вбити                   | Ентоні Асквіт                   | Ентоні Гейвлок-Аллан            |
| Море піску                       | Гай Грін                        | Роберт Бейкер Монті Берман      |

## 1960-ті
| Фільм                                                             | Режисер                | Продюсер                                   |
| ----------------------------------------------------------------- | ---------------------- | ------------------------------------------ |
| 1960 13-та церемонія                                              |                        |                                            |
| Сапфір                                                            | Безіл Дерден           | Майкл Рельф                                |
| Озирнись у гніві                                                  | Тоні Річардсон         | Гаррі Залтьцман                            |
| Північно-західний кордон                                          | Джей Лі Томпсон        | Марсель Гелман                             |
| Затока Тигра                                                      | Джей Лі Томпсон        | Джон Гокенсворт Леслі Паркін Джуліан Вінтл |
| Вчорашній ворог                                                   | Вел Гест               | Майкл Каррерас                             |
| 1961 14-та церемонія                                              |                        |                                            |
| В суботу ввечері, у неділю вранці                                 | Карел Райш             | Тоні Річардсон                             |
| Зловісна тиша                                                     | Гай Грін               | Річард Аттенборо Браян Форбс               |
| Чоловік із зеленою гвоздикою                                      | Кен Г'юз               | Ірвінг Аллен Альберт Брокколі Гарольд Гат  |
| Звуки слави                                                       | Рональд Нім            | Колін Леслі                                |
| 1962 15-та церемонія                                              |                        |                                            |
| Смак меду                                                         | Тоні Річардсон         | Тоні Річардсон                             |
| Безневинні                                                        | Джек Клейтон           | Джек Клейтон                               |
| Довгий, і короткий, і високий                                     | Леслі Норман           | Майкл Балкон                               |
| Кочівники                                                         | Фред Циннеманн         | Джеррі Блатнер                             |
| Свист за вітром                                                   | Браян Форбс            | Річард Аттенборо                           |
| 1963 16-та церемонія                                              |                        |                                            |
| Лоуренс Аравійський                                               | Девід Лін              | Сем Шпігель                                |
| Біллі Бадд                                                        | Пітер Устінов          | Пітер Устінов                              |
| Спосіб кохати                                                     | Джон Шлезінгер         | Джозеф Джанні                              |
| L-подібна кімната                                                 | Браян Форбс            | Річард Аттенборо Джеймс Вульф              |
| Гра для двох                                                      | Сідні Джилліат         | Леслі Джилліат                             |
| 1964 17-та церемонія                                              |                        |                                            |
| Том Джонс                                                         | Тоні Річардсон         | Тоні Річардсон                             |
| Брехун Біллі                                                      | Джон Шлезінгер         | Джозеф Джанні                              |
| Слуга                                                             | Джозеф Лоузі           | Джозеф Лоузі Норман Пріґен                 |
| Таке спортивне життя                                              | Ліндсі Андерсон        | Карел Райш                                 |
| 1965 18-та церемонія                                              |                        |                                            |
| Доктор Стрейнджлав, або Як я перестав хвилюватись і полюбив бомбу | Стенлі Кубрик          | Стенлі Кубрик                              |
| Бекет                                                             | Пітер Гленвіль         | Гал Волліс                                 |
| Пожирач гарбузів                                                  | Джек Клейтон           | Джеймс Вульф                               |
| Поїзд                                                             | Джон Франкенгаймер     | Жуль Брікен                                |
| 1966 19-та церемонія                                              |                        |                                            |
| Досьє Іпкресс                                                     | Сідні Ф'юрі            | Гаррі Зальтцман                            |
| Люба                                                              | Джон Шлезінгер         | Джозеф Джанні                              |
| Пагорб                                                            | Сідні Люмет            | Кеннет Гайман                              |
| Спритність                                                        | Річард Лестер          | Оскар Левенштайн                           |
| 1967 20-та церемонія                                              |                        |                                            |
| Шпигун, що прийшов з холоду                                       | Мартін Рітт            | Мартін Рітт                                |
| Алфі                                                              | Гілберт Льюїс          | Гілберт Льюїс                              |
| Джорджі                                                           | Сильвіо Наріцано       | Роберт Голдстон Отто Плашкес               |
| Морган!                                                           | Карел Райш             | Леон Клор                                  |
| 1968 21-ша церемонія                                              |                        |                                            |
| Людина на всі часи                                                | Фред Циннеманн         | Фред Циннеманн                             |
| Випадок                                                           | Джозеф Лоузі           | Джозеф Лоузі Норман Пріґен                 |
| Фотозбільшення                                                    | Мікеланджело Антоніоні | Карло Понті                                |
| Справа про самогубство                                            | Сідні Люмет            | Сідні Люмет                                |

## 1990-ті
| Фільм                                  | Режисер           | Продюсер                                       |
| -------------------------------------- | ----------------- | ---------------------------------------------- |
| 1993 46-та церемонія                   |                   |                                                |
| Жорстока гра                           | Ніл Джордан       | Стівен Вулі                                    |
| 1994 47-ма церемонія                   |                   |                                                |
| Країна тіней                           | Річард Аттенборо  | Браян Істмен                                   |
| Том і Вів                              | Браян Гілберт     | Марк Самуельсон Пітер Самуельсон Гарві Касс    |
| Оголені                                | Майк Лі           | Саймон Чаннінг-Вільямс                         |
| Злива з каміння                        | Кен Лоуч          | Саллі Гіббін                                   |
| 1995 48-ма церемонія                   |                   |                                                |
| Неглибока могила                       | Денні Бойл        | Ендрю МакДональд                               |
| П'ятий у квартеті                      | Єн Софтлі         | Фінола Дваєр                                   |
| Бхаджі на пляжі                        | Гуріндер Чадха    | Надін Марш-Едвардс                             |
| Священик                               | Антонія Берд      | Джордж Фабер                                   |
| 1996 49-та церемонія                   |                   |                                                |
| Безумство короля Георга                | Ніколас Гітнер    | Стівен Евенс Девід Парфіт                      |
| Керрінгтон                             | Крістофер Гемптон | Рональд Шедло Джон МакГрат                     |
| На голці                               | Денні Бойл        | Ендрю МакДональд                               |
| Земля і свобода                        | Кен Лоуч          | Ребекка О'Браєн                                |
| 1997 50-та церемонія                   |                   |                                                |
| Таємниці і брехня                      | Майк Лі           | Саймон Чаннінг-Вільямс                         |
| Річард ІІІ                             | Річард Лонкрейн   | Ліза Кетселас Пейр Стівен Бейлі                |
| Пиши пропало                           | Марк Герман       | Стів Еббот                                     |
| Пісня Карли                            | Кен Лоуч          | Саллі Гіббін                                   |
| 1998 51-ша церемонія                   |                   |                                                |
| Не ковтати                             | Гарі Олдмен       | Люк Бессон Дуглас Урбанський                   |
| Чоловічий стриптиз                     | Пітер Каттанео    | Уберто Пазоліні                                |
| Місіс Браун                            | Джон Медден       | Сара Кертіс                                    |
| Регенерація                            | Жиль МакКіннон    | Аллан Скотт Пітер Сімпсон                      |
| Крадії                                 | Пітер Г'юїтт      | Тім Беван Ерік Феллнер Рейчел Талалай          |
| Двадцять чотири Сім                    | Шейн Медоуз       | Імоген Вест                                    |
| 1999 52-га церемонія                   |                   |                                                |
| Єлизавета                              | Шекхар Капур      | Елісон Овен Ерік Феллнер Тім Беван             |
| Гіларі і Джекі                         | Ананд Такер       | Енді Патерсон Ніколас Кент                     |
| Голосок                                | Марк Герман       | Елізабет Карлсен                               |
| Карти, гроші та два стволи, що димлять | Гай Річі          | Метью Вон                                      |
| Обережно, двері зачиняються            | Пітер Говітт      | Сідні Поллак Філіппа Брейнтвейт Вільям Горберг |

## 2000-ні
| Фільм                                         | Режисер                    | Продюсер                                                                             |
| --------------------------------------------- | -------------------------- | ------------------------------------------------------------------------------------ |
| 2000 53-тя церемонія                          |                            |                                                                                      |
| Схід є Схід                                   | Демьєн О'Доннел            | Леслі Удвін                                                                          |
| Нотінг Гілл                                   | Роджер Майкл               | Дункан Кенворті                                                                      |
| Гармидер                                      | Майк Лі                    | Саймон Чаннінг-Вільямс                                                               |
| Дивокрай                                      | Майкл Вінтерботтом         | Мішель Камарда Ендрю Ітон                                                            |
| Щуролов                                       | Лінн Ремзі                 | Ґевін Емерсон                                                                        |
| Онегін                                        | Марта Файнс                | Ілін Мейсел Саймон Босанкве                                                          |
| 2001 54-та церемонія                          |                            |                                                                                      |
| Біллі Елліот                                  | Стівен Далдрі              | Грег Бренман Джонатан Фінн                                                           |
| Втеча з курника                               | Нік Парк                   | Пітер Лорд Девід Спрокстон                                                           |
| Сексуальна бестія                             | Джонатан Глейзер           | Джеремі Томас                                                                        |
| Останній прихисток                            | Павел Павликовський        | Рут Калеб                                                                            |
| Дім веселощів                                 | Теренс Девіс               | Олівія Стюарт                                                                        |
| 2002 55-та церемонія                          |                            |                                                                                      |
| Госфорд-парк                                  | Роберт Альтман             | Боб Балабан Девід Леві                                                               |
| Щоденник Бріджит Джонс                        | Шерон Маґвайр              | Тім Беван Ерік Феллнер Джонатан Кавендіш                                             |
| Гаррі Поттер і філософський камінь            | Кріс Коламбус              | Девід Гейман                                                                         |
| Айріс                                         | Річард Айр                 | Роберт Фокс Скотт Рудін                                                              |
| З тобою і без тебе                            | Сандра Голдбахер           | Фінола Дваєр                                                                         |
| 2003 56-та церемонія                          |                            |                                                                                      |
| Воїн                                          | Асіф Кападія               | Бертран Фаівр                                                                        |
| Години                                        | Стівен Далдрі              | Роберт Фокс Скотт Рудін                                                              |
| Брудні принади                                | Стівен Фрірс               | Трейсі Сіворд Роберт Джонс                                                           |
| Грай, як Бекхем                               | Гуріндер Чадха             | Діпак Наяр                                                                           |
| Сестри Магдалини                              | Пітер Маллен               | Франс Гіґсон                                                                         |
| 2004 57-ма церемонія                          |                            |                                                                                      |
| Торкаючись порожнечі                          | Кевін МакДональд           | Джон Смітсон                                                                         |
| Холодна гора                                  | Ентоні Мінгелла            | Альберт Бергер Вільям Горберг Сідні Поллак Рон Єркса                                 |
| Дівчина з перлинною сережкою                  | Пітер Веббер               | Ананд Такер Енді Патерсон                                                            |
| Реальна любов                                 | Річард Кертіс              | Дункан Кенворті Тім Беван Ерік Феллнер                                               |
| У цьому світі                                 | Майкл Вінтерботтом         | Ендрю Ітон Аніта Оверленд                                                            |
| 2005 58-ма церемонія                          |                            |                                                                                      |
| Моє літо кохання                              | Павел Павликовський        | Таня Сегачян Кріс Коллінз                                                            |
| Віра Дрейк                                    | Майк Лі                    | Саймон Чаннінг-Вільямс Ален Сарде                                                    |
| Гаррі Поттер і в'язень Азкабану               | Альфонсо Куарон            | Девід Гейман Кріс Коламбус Марк Редкліф                                              |
| Зомбі на ім'я Шон                             | Едгар Райт                 | Ніра Парк                                                                            |
| Черевики мерця                                | Шейн Мідоуз                | Марк Герберт                                                                         |
| 2006 55-та церемонія                          |                            |                                                                                      |
| Волліс і Громіт: Прокляття кролика-перевертня | Нік Парк Стів Бокс         | Клер Дженнінгз Девід Спрокстон Боб Бейкер                                            |
| Вірний садівник                               | Фернандо Мейрейлеш         | Саймон Чаннінг-Вільямс                                                               |
| Гордість і упередження                        | Джо Райт                   | Тім Беван Ерік Фелленр Пол Вебстер Дебора Моґґак                                     |
| Історія Півника та Буйвола                    | Майкл Вінтерботтом         | Ендрю Ітон Мартін Гарді                                                              |
| Фестиваль                                     | Енні Гриффін               | Крістофер Янг                                                                        |
| 2007 60-та церемонія                          |                            |                                                                                      |
| Останній король Шотландії                     | Кевін МакДональд           | Андреа Колдервуд Ліза Браєр Чарльз Стіл Пітер Морган                                 |
| Королева                                      | Стівен Фрірс               | Трейсі Сіворд Крістін Ланган Енді Гарріс                                             |
| Казино Рояль                                  | Мартін Кемпбелл            | Майкл Вілсон Барбара Брокколі Пол Гаґґіс                                             |
| Загублений рейс                               | Пол Грінграс               | Тім Беван Ллойд Левін                                                                |
| Скандальний щоденник                          | Річард Айр                 | Скотт Рудін Роберт Фокс                                                              |
| 2008 61-ша церемонія                          |                            |                                                                                      |
| Це Англія                                     | Шейн Мідоуз                | Марк Герберт                                                                         |
| Спокута                                       | Джо Райт                   | Тім Беван Ерік Феллнер Пол Вебстер                                                   |
| Ультиматум Борна                              | Пол Грінграс               | Патрік Кроулі Френк Маршал Пол Сендберг Даг Лайман                                   |
| Контроль                                      | Антон Корбейн              | Тоні Вілсон, Дебора Кертіс                                                           |
| Розпуста на експорт                           | Девід Кроненберг           | Пол Вебстер Роберт Лантос                                                            |
| 2009 62-га церемонія                          |                            |                                                                                      |
| Людина на канаті                              | Джеймс Марш                | Саймон Чінн                                                                          |
| Голод                                         | Стів МакКвін               | Лора Гастінгс-Сміт, Робін Ґатч                                                       |
| Залягти на дно в Брюгге                       | Мартін Макдонах            | Ґрем Бродбент, Пітер Чернін                                                          |
| Мамма Міа!                                    | Філліда Ллойд              | Джуді Креймер, Бенні Андерссон, Бйорн Ульвеус, Філліда Ллойд, Том Генкс, Рита Вілсон |
| Мільйонер із нетрів                           | Денні Бойл, Ловелін Тандан | Крістіан Колсон                                                                      |

## 2010-ті
| Фільм                                   | Режисер                      | Продюсер                                                                                |
| --------------------------------------- | ---------------------------- | --------------------------------------------------------------------------------------- |
| 2010 63-тя церемонія                    |                              |                                                                                         |
| Акваріум                                | Андреа Арнольд               | Кіс Касандер, Нік Лоуз, Андреа Арнольд                                                  |
| Виховання почуттів                      | Лоне Шерфіг                  | Фінола Дваєр Аманда Поузі                                                               |
| У петлі                                 | Армандо Януччі               | Кевін Лоадер, Адам Тенді, Армандо Януччі, Джессі Армстронг, Саймон Блеквел, Тоні Роше   |
| Місяць                                  | Дункан Джонс                 | Стюарт Фенеган, Труді Стайлер, Дункан Джонс, Натан Паркер                               |
| Стати Джоном Ленноном                   | Сем Тейлор-Вуд               | Роберт Бернштайн, Дуглас Рей, Кевін Лоадер, Сем Тейлор-Вуд, Метт Грінхалф               |
| 2011 64-та церемонія                    |                              |                                                                                         |
| Промова короля                          | Том Гупер                    | Том Гупер, Аян Каннінг, Емілі Шерман, Гарет Анвін                                       |
| Ще один рік                             | Майк Лі                      | Майк Лі Джорджина Лоу                                                                   |
| Чотири леви                             | Кріс Морріс                  | Кріс Морріс, Марк Герберт, Деррін Шлезінгер                                             |
| 127 годин                               | Денні Бойл                   | Денні Бойл, Крістіан Колсон, Джон Смітсон                                               |
| Зроблено в Даґенгемі                    | Найджел Коул                 | Найджел Коул, Стівен Вулі, Елізабет Карлсен                                             |
| 2012 65-та церемонія                    |                              |                                                                                         |
| Шпигун, вийди геть!                     | Томас Альфредсон             | Томас Альфрдесон, Ерік Феллнер, Бріджет О'Коннор, Пітер Штрофан, Робін Слово, Тім Беван |
| Сенна                                   | Асіф Кападія                 | Тім Беван, Ерік Феллнер, Джеймс Гей-Різ, Асіф Кападія, Маніш Пенді                      |
| Сором                                   | Стів МакКвін                 | Емілі Шерман, Ебі Морган, Стів МакКвін, Аян Каннінг                                     |
| 7 днів і ночей з Мерилін                | Саймон Кертіс                | Саймон Кертіс, Адріан Годжес, Девід Парфіт, Гарві Вайнштайн                             |
| Щось не так із Кевіном                  | Лінн Ремзі                   | Дженіфер Фокс, Рорі Кіннір, Лінн Ремзі, Люк Руґ, Роберт Салерно                         |
| 2013 66-та церемонія                    |                              |                                                                                         |
| 007: Координати «Скайфолл»              | Сем Мендес                   | Сем Мендес, Майкл Вілсон, Барбара Брокколі, Ніл Первіс, Роберт Вейд, Джон Логан         |
| Готель «Меріголд»                       | Джон Медден                  | Джон Медден, Ґрем Бродбент, Піт Чернін, Олівер Паркер                                   |
| Знедолені                               | Том Гупер                    | Тім Беван, Ерік Феллнер, Дебра Гейворд, Кемерон Макінтош                                |
| Сім психопатів                          | Мартін МакДонах              | Мартін Макдонах, Ґрем Бродбент, Піт Чернін                                              |
| Анна Кареніна                           | Джо Райт                     | Джо Райт, Тім Беван, Ерік Феллнер, Пол Вебстер, Том Стоппард                            |
| 2014 67-ма церемонія                    |                              |                                                                                         |
| Гравітація                              | Альфонсо Куарон              | Альфонсо Куарон, Девід Гейман, Жонас Куарон                                             |
| Мандела: довга дорога до волі           | Джастін Чедвік               | Джастін Чедвік, Анант Сінх, Девід Томпсон, Вільям Ніколсон                              |
| Філомена                                | Стівен Фрірс                 | Габріель Тана, Стів Куган, Трейсі Сіворд                                                |
| Гонка                                   | Рон Говард                   | Рон Говард, Ендрю Ітон, Пітер Моргаг                                                    |
| Порятунок містера Бенкса                | Джон Лі Генкок               | Елісон Овен, Єн Коллі, Філіпп Стоєр, Келлі Марсель, Сью Сміт                            |
| Егоїстичний гігант                      | Кліо Бернард                 | Трейсі О'Ріордан                                                                        |
| 2015 68-ма церемонія                    |                              |                                                                                         |
| Теорія всього                           | Джеймс Марш                  | Тім Беван, Ерік Феллнер, Ліза Брюс, Ентоні МакКартен                                    |
| 71                                      | Ян Деманж                    | Енгус Ламонт, Робін Гатч, Грегорі Берк                                                  |
| Пригоди Паддінгтон                      | Пол Кінг                     | Девід Гейман                                                                            |
| Гордість                                | Метью Варкус                 | Девід Лівінгстон, Стівен Бересфорд                                                      |
| Імітаційна гра                          | Мортен Тильдум               | Нора Гроссман, Ідо Островськи, Тедді Шварцман                                           |
| Опинись у моїй шкірі                    | Джонатан Глейзер             | Джеймс Вілсон, Нік Уекслер, Волтер Кемпбел                                              |
| 2016 69-та церемонія                    |                              |                                                                                         |
| Бруклін                                 | Джон Кровлі                  | Джон Кровлі, Файнола Дваєр, Аманда Поузі, Нік Горнбі                                    |
| 45 років                                | Ендрю Гейг                   | Ендрю Гейг, Трістан Ґолігер                                                             |
| Емі                                     | Асіф Кападія                 | Джеймс Ґей-Різ                                                                          |
| Дівчина з Данії                         | Том Гупер                    | Том Гупер, Тім Беван, Ерік Феллнер, Ґайль Мутру, Люсінда Коксон, Енн Гаррісон           |
| Ex Machina                              | Алекс Ґарленд                | Ендрю Макдональд, Аллон Райх                                                            |
| Лобстер                                 | Йоргос Лантімос              | Сесі Демпсі, Ед Ґвіні, Ефтиміс Філіппу, Лі Меґідей                                      |
| 2017 70-та церемонія                    |                              |                                                                                         |
| Я, Деніел Блейк                         | Кен Лоуч                     | Кен Лоуч, Ребекка О'Браєн, Пол Лаверті                                                  |
| Американська любка                      | Андреа Арнольд               | Андреа Арнольд, Ларс Кнудсен, Пуя Шабазян, Джей Ван Гой                                 |
| Заперечення                             | Мік Джексон                  | Мік Джексон, Ґері Фостер, Русс Краснофф, Девід Гейр                                     |
| Фантастичні звірі і де їх шукати        | Девід Єйтс                   | Девід Єйтс, Джоан Роулінг, Девід Гейман, Стів Кловз, Лайонел Віґрем                     |
| Нотатки про сліпоту                     | Пітер Міддлтон Джеймс Спінні | Пітер Міддлтон, Джеймс Спінні, Майк Бретт, Джо-Джо Еллісон, Стів Джеймісон              |
| У тіні                                  | Бабак Анварі                 | Бабак Анварі, Емілі Лео, Олівер Роскілл, Лукан Тог                                      |
| 2018 71-ша церемонія                    |                              |                                                                                         |
| Три білборди за межами Еббінга, Міссурі | Мартін Макдона               | Мартін Макдона, Ґрем Бродбент, Петер Чернін                                             |
| Темні часи                              | Джо Райт                     | Джо Райт, Тім Беван, Ерік Феллнер, Ентоні Маккартен, Дуґлас Урбанскі, Ліза Брюс         |
| Смерть Сталіна                          | Армандо Януччі               | Армандо Януччі, Кевін Лоудер, Лорент Зайтон, Янн Зену, Ієн Мартін, Девід Шнайдер        |
| Земля божа                              | Френсіс Лі                   | Френсіс Лі, Менон Ардіссон, Джек Тарлін                                                 |
| Леді Макбет                             | Вільям Олдройд               | Вільям Олдройд, Фодла Кронін О'Райлі, Еліс Берч                                         |
| Пригоди Паддінгтона 2                   | Пол Кінг                     | Пол Кінг, Девід Гейман, Саймон Фарнабі                                                  |
| 2019 72-га церемонія                    |                              |                                                                                         |
| Фаворитка                               | Йоргос Лантімос              |                                                                                         |
| Богемна рапсодія                        | Браян Сінгер                 |                                                                                         |
| Звір                                    | Майкл Пірс                   |                                                                                         |
| Макквін                                 | Ієн Бонот                    |                                                                                         |
| Стен і Оллі                             | Джон С. Бейрд                |                                                                                         |
| Тебе ніколи тут не було                 | Лінн Ремсі                   |                                                                                         |

## 2020-ті
| Фільм                | Режисер                      | Продюсер                                                                            |
| -------------------- | ---------------------------- | ----------------------------------------------------------------------------------- |
| 2020 73-тя церемонія |                              |                                                                                     |
| 1917                 | Сем Мендес                   | Сем Мендес, Піппа Гарріс, Джейн-Ен Тенггрен, Каллум Макдугалл, Крісті Вільсон-Кернс |
| Bait                 | Марк Дженкін                 | Марк Дженкін Кейт Байерс Лінн Уейт                                                  |
| For Sama             | Ваад Аль-Катеаб Едвард Уоттс | Ваад Аль-Катеаб Едвард Уоттс                                                        |
| Рокетмен             | Декстер Флетчер              | Декстер Флетчер Девід Ферніш Метью Вон Адам Болінг Девід Рід                        |
| Вас не було на місці | Кен Лоуч                     | Кен Лоуч Ребекка О'Брайен Пол Лаверті                                               |
| Два Папи             | Фернанду Мейрелліш           | Фернанду Мейрелліш Ден Лін Трейсі Сіворд Джонатан Ейріх                             |
| 2021 74-та церемонія |                              |                                                                                     |
| Перспективна дівчина | Еміралд Фіннелл              | Марго Роббі, Джозі МакНамара, Том Акерлі, Бен Браунінг, Ешлі Фокс, Еміралд Фіннелл  |
| Calm with Horses     | Нік Роуленд                  | Нік Роуленд Деніел Еммерсон Джо Мурта                                               |
| The Dig              | Саймон Стоун                 | Саймон Стоун Габріель Тана Мойра Буффіні                                            |
| Батько               | Флоріан Зеллер               | Девід Парфіт Жан-Луї Ліві Філіп Каркассон                                           |
| His House            | Ремі Вікс                    | Ремі Вікс Мартін Джентлес Едвард Кінг Рой Лі                                        |
| Limbo                | Бен Шаррок                   | Бен Шаррок Іруне Гуртубай Ангус Ламонт                                              |
| Мавританець          | Кевін МакДональд             | Адам Акленд Лія Кларк Крістін Холдер Беатріз Левін                                  |
| Mogul Mowgli         | Бассам Тарік                 | Різ Ахмед Бассам Тарік Томас Бенскі Беннетт Макгі                                   |
| Rocks                | Сара Гаврон                  | Сара Гаврон Аміна Аюб Аллен Фай Уорд Тереза Ікоко Клер Вілсон                       |
| Saint Maud           | Роз Ґласс                    | Роз Ґласс Андреа Корнуел Олівер Касман                                              |